# Universidad de Mons
La Universidad de Mons (abreviada como UMons, ) es una universidad francófona en Mons, Bélgica, capital de la provincia de Hainaut, cerca de la frontera franco-belga.

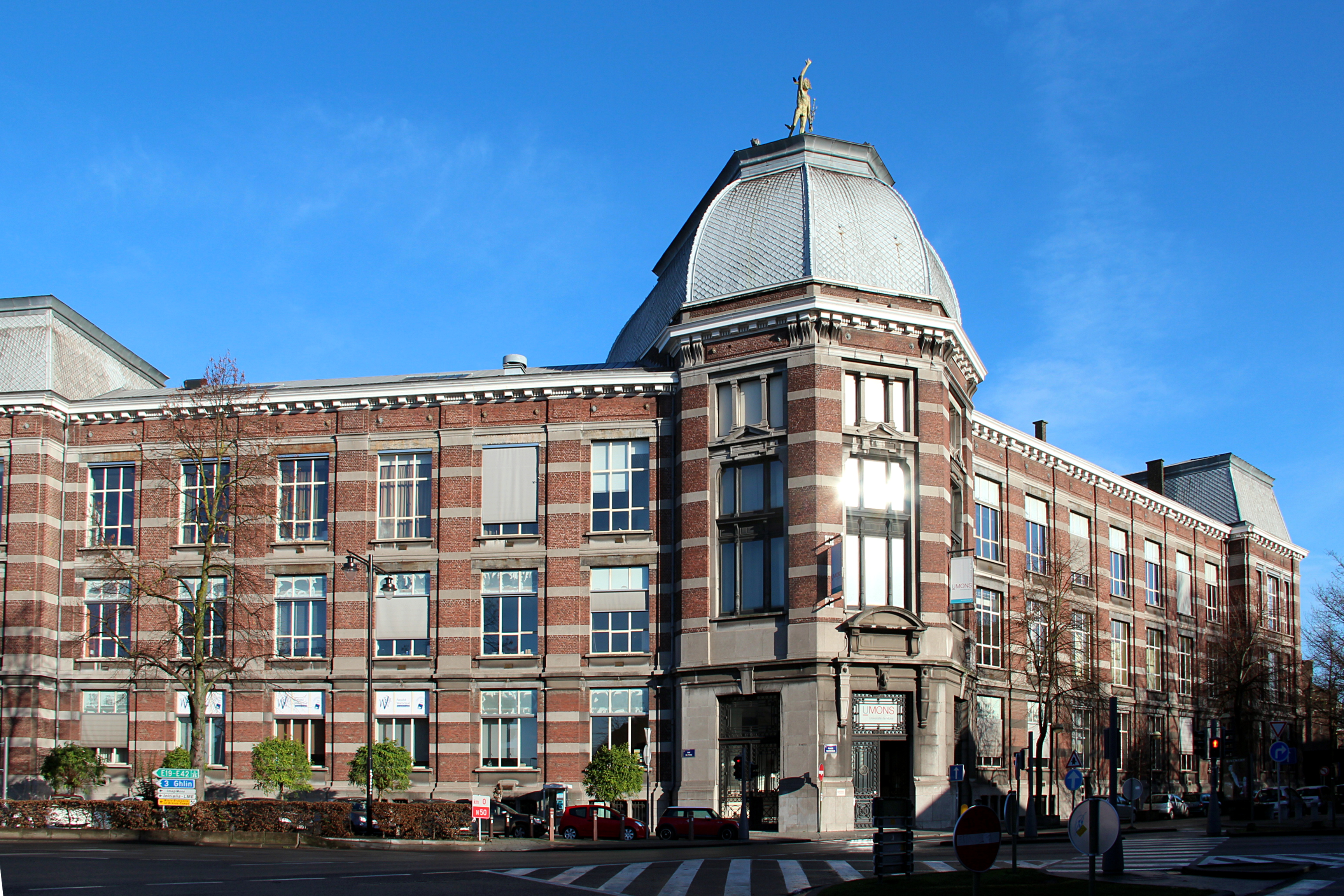
La Universidad de Mons (UMons).

La universidad de Mons se creó tras la asociación de la universidad de Mons-Hainaut, de la Facultad Politécnica de Mons y del departamento de Mons del Instituto de arquitectura intercommunal. Esta universidad es la referencia universitaria de la ciudad y desde el curso 2009-2010 se ha labrado una reputación dentro del conjunto de universidad de la Comunidad francesa de Bélgica. 
La UMons está compuesta por 7 facultades y 4 escuelas que expiden los títulos de grado, máster y doctorado.

## Programas internacionales
Asimismo, sus actividades se centran en las colaboraciones universitarias y científicas a escala planetaria. Tiene 230 acuerdos internacionales con más de 50 países repartidos en los cinco continentes.
También favorece la movilidad de sus propios estudiantes y de sus investigadores mediante numerosos programas europeos, como SOCRATES-ERASMUS.
La universidad colabora además en diferentes proyectos: TIME (Top Industrial Managers for Europe), EURAXESS (red de ayuda de la Comisión Europea para los investigadores).
En 2013, la CTI (Commisision des Titres d’Ingénieurs, Francia) le otorgó a la Facultad Politécnica la etiqueta europea EUR-ACE para todas sus formaciones. Esta etiqueta sitúa a las formaciones de la Facultad Politécnica de Mons al nivel de las mejores formaciones de ingenieros civiles y garantiza su conformidad con los estándares de calidad europeos, tanto académicos como profesionales.